# Бекинсейл, Кейт
Кэ́трин Ро́мани (Кейт) Бе́кинсейл (англ. Kathrin Romany «Kate» Beckinsale; род. 26 июля 1973, Чизик, Большой Лондон) — британская актриса.

## Биография

### Юность
Кейт Бекинсейл родилась 26 июля 1973 года в Лондоне в районе Чизик, в семье телевизионного актёра Ричарда Бекинсейла (умершего в 1979 году в возрасте 31 года) и театральной и телевизионной актрисы Джуди Лоу. Прадедушка актрисы был выходцем из Бирмы, и Кейт утверждает, что в детстве у неё была «очень азиатская внешность». У Кейт есть старшая единокровная сестра Саманта Бекинсейл, также актриса. Её отчим был троцкистом.
Бекинсейл выигрывала первые места в соревнованиях пишущей молодёжи. После окончания школы в Лондоне она пошла по стопам своих родителей и начала свою актёрскую карьеру. Свою первую роль она сыграла в телевизионном фильме «Один против ветра» о Второй мировой войне, появившемся в эфире в 1991 году. Кейт изучала французскую и русскую литературу в Оксфордском университете, хотя так и не получила учёную степень. Впрочем, её знакомство с иностранными языками и литературой позволило ей расширить спектр своих ролей.
Бекинсейл рассказывала, что изучала русский язык и литературу в Оксфорде, а любимым писателем называла Чехова.

### Карьера

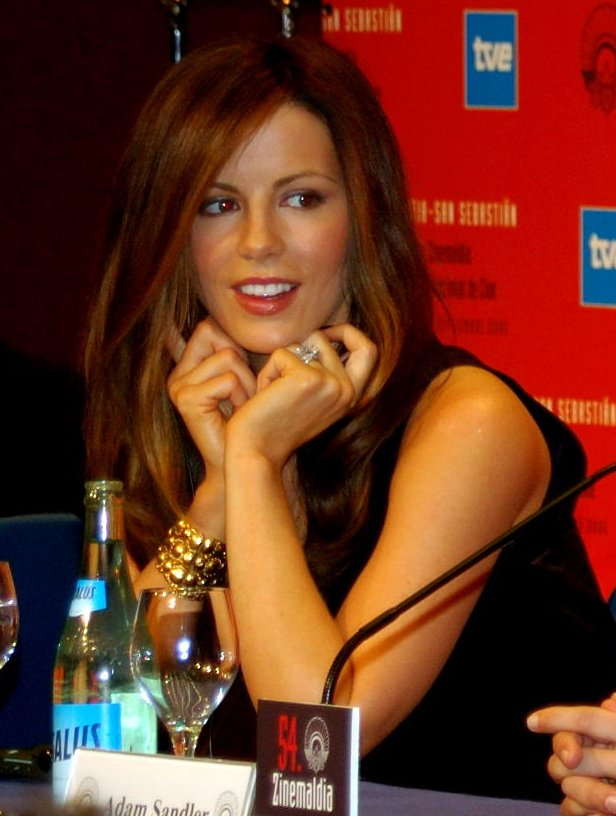
Кейт Бекинсейл на кинофестивале в Сан-Себастьяне. 2005 г.

На первом курсе Оксфордского университета Бекинсейл предложили роль в кинофильме Кеннета Браны «Много шума из ничего» по одноимённой пьесе Шекспира. Свой последний год учёбы Кейт провела в Париже, после чего решила уйти из университета и сосредоточиться на актёрской карьере. Впоследствии она сыграла в нескольких низкобюджетных картинах, включая «Надувательство» и «Последние дни диско» (оба фильма 1998 года). В то же время актриса продолжала играть в театре и на телевидении.

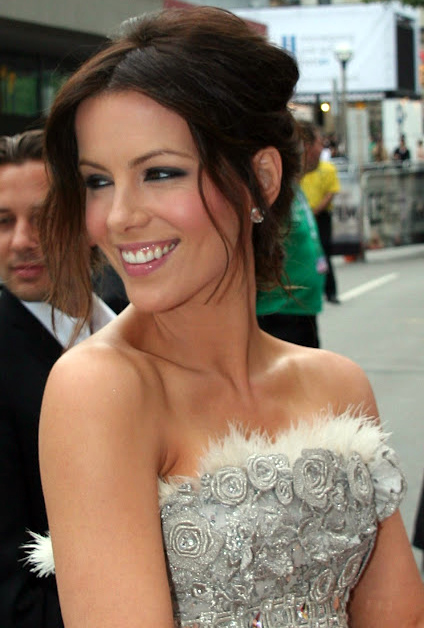
Кейт Бекинсейл на премьере фильма «Ничего, кроме правды», Торонто 2008 год

Её первый крупный американский фильм, «Разрушенный дворец» (1999), не имел коммерческого успеха. А вскоре Бекинсейл снялась в фильме 2001 года «Перл-Харбор», ставшем одним из самых успешных в том году. В последующие годы Кейт снималась в дорогих американских фильмах, которые однако не имели признания у критиков: «Интуиция» (2001), «Другой мир» (2003) и «Ван Хельсинг» (2004). Также она снялась в роли Авы Гарднер в фильме «Авиатор» (2004), получившем несколько «Золотых глобусов» и пять «Оскаров». Для этой роли Бекинсейл специально поправилась на 20 фунтов (9 кг).
В январе 2006 года Бекинсейл вновь исполнила роль вампирши Селин в фильме «Другой мир: Эволюция», продолжении фильма 2003 года, который вновь режиссировал её муж, Лен Уайзман. Фильм стал первым коммерческим прорывом года, собрав $26 млн уже за первый уик-энд проката. 24 января 2006 года Бекинсейл приняла участие в сериале MTV «Подстава». Эпизод был снят в отеле Авалон в Лос-Анджелесе. Также в 2006 году Бекинсейл снялась с Адамом Сэндлером в фильме «Клик: С пультом по жизни», который вышел в прокат в США 23 июня. В 2007-м, вместо Сары Джессики Паркер, Бекинсейл сыграла в фильме «Вакансия на жертву». Следующую роль актриса исполнила в фильме «Снежные ангелы», вышедшем в 2008 году.
В 2009, 2012 и 2016 году на экраны вышли три продолжения франшизы «Другой мир» с Кейт в главной роли. Также, в 2009 актрису можно было увидеть в трагикомедии «Всё путём». В 2012 году Бекинсейл сыграла в фантастическом боевике «Вспомнить всё», ремейке одноимённого фильма 1990 года.
Летом 2014 года состоялась мировая премьера триллера «Обитель проклятых» с Кейт в главной роли. Также в картине сыграли Джим Стёрджесс и Бен Кингсли. Зимой 2016 на экраны вышла комедия «Любовь и дружба», снятая по мотивам рассказа Джейн Остин «Леди Сьюзан».
В 2019 году актрису можно было увидеть в сериале Amazon «Вдова».
29 июля 2021 года на экраны вышел экшн-боевик «Красотка на взводе» с Бекинсейл в главной роли. В том же году она снялась в сериале Paramount+ «Виновная сторона». В этом сериале она также выступала в качестве исполнительного продюсера.

## Личная жизнь

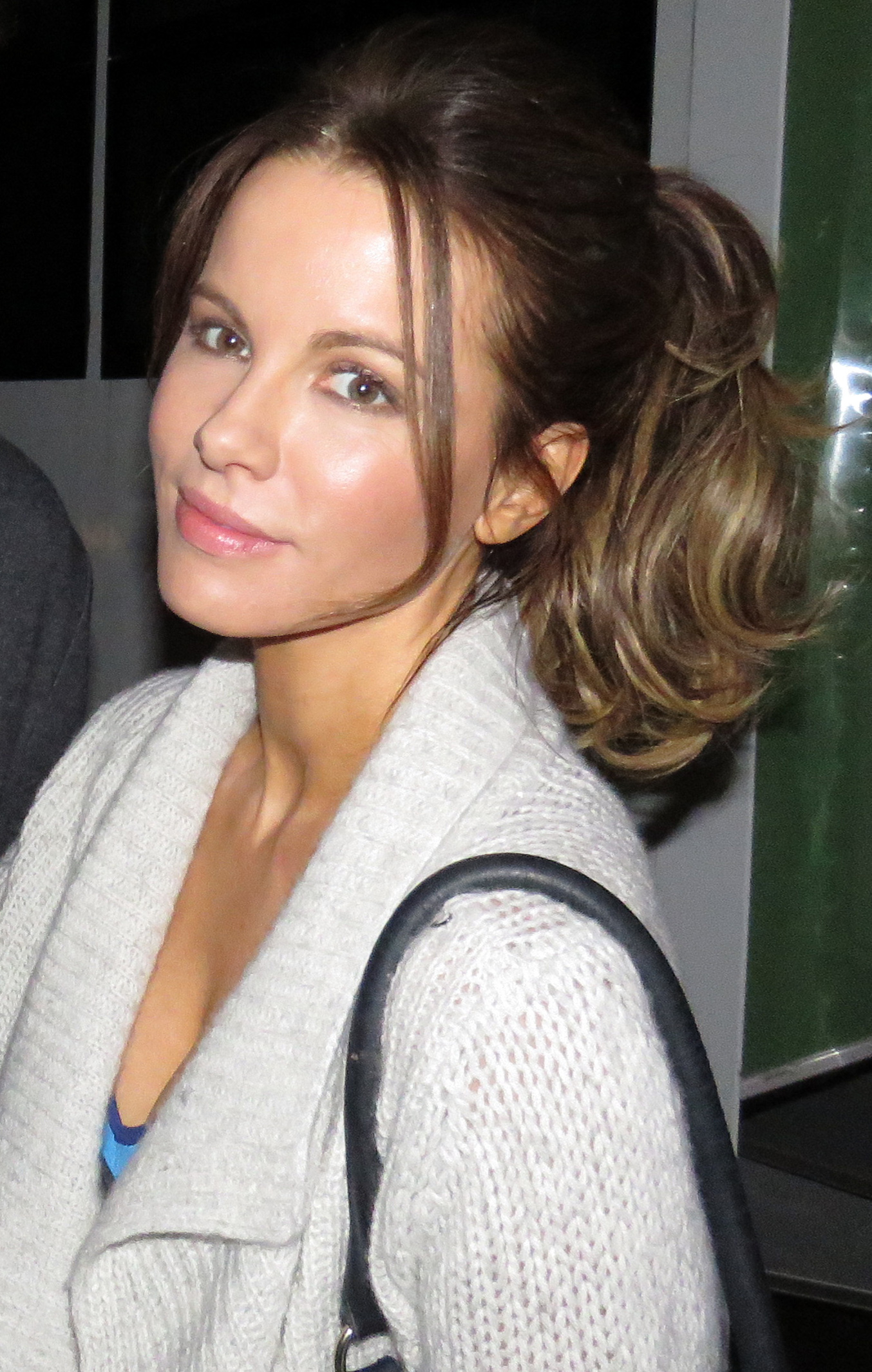
Кейт Бекинсейл в 2016 году

Кейт Бекинсейл встречалась с валлийским актёром Майклом Шином, от которого у неё есть дочь Лили Мо Шин, родившаяся 31 января 1999 года, сыгравшая роль юной Селин в фильме «Другой мир: Эволюция» и снявшаяся в детских ролях в фильмах «Клик: С пультом по жизни» (2006) и «Всё путём» (2009).
В июне 2003 года, через несколько месяцев после расставания с Шином, Бекинсейл обручилась с режиссёром «Другого мира», Леном Уайзманом. Пара поженилась 9 мая 2004 года в Лос-Анджелесе и рассталась в ноябре 2015 года. Их развод официально был оформлен в ноябре 2019 года

## Другое
Журнал Hello! назвал Кейт первой красавицей Англии в 2002 году. Журнал Maxim дал ей № 16 в своём рейтинге «HOT 100» (2003), а журнал Stuff — № 63. В 2005 году журнал FHM отдал Бекинсейл № 71 в списке «100 самых сексуальных женщин мира», а в 2006 году — 78 строчку. В 2009 году журнал Esquire назвал Кейт Бекинсейл самой сексуальной женщиной из ныне живущих.
Из российского кинематографа на актрису большое впечатление произвела военная драма «Иди и смотри» Элема Климова.
Курильщица.

## Фильмография
| Год  |     | Русское название                      | Оригинальное название           | Роль                                                          |
| ---- | --- | ------------------------------------- | ------------------------------- | ------------------------------------------------------------- |
| 1975 | с   | Пары                                  | Couples                         | ребёнок                                                       |
| 1991 | с   | Устройства и желания                  | Devices and Desires             | юная Элис Мейр                                                |
| 1991 | тф  | Один против ветра                     | One Against the Wind            | Барб Линделл                                                  |
| 1992 | кор | Мечта Рейчел                          | Rachel's Dream                  | Рэйчел                                                        |
| 1993 | тф  | Анна Ли                               | Anna Lee: Headcase              | Теа Хан                                                       |
| 1993 | ф   | Много шума из ничего                  | Much Ado About Nothing          | Геро                                                          |
| 1994 | ф   | Принц Ютландии                        | Prince of Jutland               | Этель                                                         |
| 1995 | ф   | Фламандская доска                     | Uncovered                       | Джулия                                                        |
| 1995 | тф  | Холодная ферма                        | Cold Comfort Farm               | Флора Поуст                                                   |
| 1995 | ф   | Мария-Луиза, или разрешение           | Marie-Louise ou la permission   | Мария-Луиза                                                   |
| 1995 | ф   | Дом призраков                         | Haunted                         | Кристина Мариэлль                                             |
| 1996 | тф  | Эмма                                  | Emma                            | Эмма Вудхаус                                                  |
| 1997 | ф   | Надувательство                        | Shooting Fish                   | Джорджи                                                       |
| 1998 | ф   | Последние дни диско                   | The Last Days of Disco          | Шарлотта Пингресс                                             |
| 1998 | тф  | Алиса в Зазеркалье                    | Alice Through the Looking Glass | Алиса                                                         |
| 1999 | ф   | Разрушенный дворец                    | Brokedown Palace                | Дарлин Дэвис                                                  |
| 2000 | ф   | Золотая чаша                          | The Golden Bowl                 | Мэгги Вервер                                                  |
| 2001 | ф   | Перл-Харбор                           | Pearl Harbor                    | медсестра Эвелин Джонсон                                      |
| 2001 | ф   | Интуиция                              | Serendipity                     | Сара Томас                                                    |
| 2002 | ф   | Лорел Каньон                          | Laurel Canyon                   | Алекс                                                         |
| 2003 | ф   | Маленькие пальчики                    | Tiptoes                         | Кэрол                                                         |
| 2003 | ф   | Другой мир                            | Underworld                      | Селин / Делец (Рыцарь / Вестник) Смерти                       |
| 2004 | ф   | Ван Хельсинг                          | Van Helsing                     | Анна Валериус / Охотница на вампиров                          |
| 2004 | ф   | Авиатор                               | The Aviator                     | Ава Гарднер                                                   |
| 2006 | ф   | Другой мир: Эволюция                  | Underworld: Evolution           | Селин / Делец (Рыцарь / Вестник) Смерти                       |
| 2006 | ф   | Клик: с пультом по жизни              | Click                           | Донна Ньюман                                                  |
| 2007 | ф   | Снежные ангелы                        | Snow Angels                     | Энни Маршан                                                   |
| 2007 | ф   | Вакансия на жертву                    | Vacancy                         | Эми Фокс                                                      |
| 2008 | ф   | Полёт длиною в жизнь                  | Winged Creatures                | Карла Дэвенпорт                                               |
| 2008 | ф   | Ничего, кроме правды                  | Nothing But the Truth           | Рэйчел Армстронг                                              |
| 2009 | ф   | Другой мир: Восстание ликанов         | Underworld: Rise of the Lycans  | Селин / Делец (Рыцарь / Вестник) Смерти                       |
| 2009 | ф   | Белая мгла                            | Whiteout                        | федеральный маршал Кэрри Стетко                               |
| 2009 | ф   | Всё путём                             | Everybody's Fine                | Эми                                                           |
| 2012 | ф   | Другой мир: Пробуждение               | Underworld: Awakening           | Селин / Делец (Рыцарь / Вестник) Смерти / Объект один         |
| 2012 | ф   | Контрабанда                           | Contraband                      | Кейт Фаррадей                                                 |
| 2012 | ф   | Вспомнить всё                         | Total Recall                    | Лори                                                          |
| 2013 | ф   | Новая попытка Кейт Макколл            | The Trials of Cate McCall       | Кейт Макколл                                                  |
| 2014 | ф   | Обитель проклятых                     | Stonehearst Asylum              | Элиза Грейвз                                                  |
| 2014 | ф   | Лицо ангела                           | The Face of an Angel            | Симона Форд                                                   |
| 2015 | ф   | Всё могу                              | Absolutely Anything             | Кэтрин                                                        |
| 2015 | ф   | Комната разочарований                 | The Disappointments Room        | Дана                                                          |
| 2016 | ф   | Любовь и дружба                       | Love and Friendship             | леди Сьюзан Вернон                                            |
| 2016 | ф   | Другой мир: Войны крови               | Underworld: Blood Wars          | Селин / Делец (Рыцарь / Вестник) Смерти / Старейшина Вампиров |
| 2017 | ф   | Единственный живой парень в Нью-Йорке | The Only Living Boy in New York | Джоанна                                                       |
| 2018 | ф   | Воспитание                            | Farming                         | Ингрид Карпентер                                              |
| 2019 | с   | Вдова                                 | The Widow                       | Джорджия Уэллс                                                |
| 2021 | ф   | Красотка на взводе                    | Jolt                            | Линди                                                         |
| 2021 | с   | Виновная сторона                      | Guilty Party                    | Бэт Бёрджесс                                                  |
| 2022 | ф   | Цена искупления                       | Prisoner's Daughter             | Максин                                                        |
| 2023 | ф   | Рай для дурака                        | Fool's Paradise                 | Кристиана Диор                                                |
| 2024 | ф   | Досье «Чёрная канарейка»              | Canary Black                    | Эвери Грейвс                                                  |
| TBA  | ф   | Пациент                               | The Patient                     | TBD                                                           |
| TBA  | ф   | Похищенная                            | Stolen Girl                     | TBD                                                           |